# Max Tegmark
Max Erik Tegmark, ursprungligen Shapiro, född 5 maj 1967 i Stockholm, är en svensk-amerikansk fysiker och kosmolog.

## Biografi
Max Tegmark är son till matematikern Harold Shapiro och Karin Tegmark samt kusin till Karin Tegmark Wisell. Han studerade på Blackebergs gymnasium och utexaminerades 1990 som civilingenjör i teknisk fysik från Kungliga Tekniska högskolan (KTH) i Stockholm, där han också påbörjade sin högre utbildning. Parallellt med studierna i teknisk fysik utexaminerades han även som civilekonom från Handelshögskolan i Stockholm. Han disputerade vid University of California, Berkeley. Efter en tid vid University of Pennsylvania blev han docent vid Massachusetts Institute of Technology, Boston, MA, och är idag fysikprofessor vid samma institution. 

## Karriär
Tegmark har en omfattande vetenskaplig publicering och hade (2023) enligt Google Scholar över 81 000 citeringar och ett h-index på 124, vilket gör honom till en av världens mest citerade kosmologer.
Tegmark föreläser bland annat om hur artificiell intelligens kan bidra till att lösa de samhällsproblem vi står inför i dag och om att mänskligheten kommer att kolonisera rymden. Han varnar också för de risker som en framtida superintelligent AI kan medföra, om relevanta kontrollmekanismer saknas.
I mars 2023 skrev Tegmark ett uppmärksammat öppet brev som sammanfattningsvis uttryckte oro över utvecklingen av avancerade AI-system och uppmanade till en paus i utvecklingen av gigantiska AI-system för att till fullo förstå farorna med dessa.
23 November 2023 uttalade Tegmark sig i Svt:s Aktuellt om det då aktuella Open AI-debaclet.
Tegmark var 1997–2009 gift med astrofysikern Angelica de Oliveira-Costa, med vilken han har två söner. Han gifte sig 2012 med Meia Chita, som då var doktorand vid Boston University. Tegmark bytte efternamn från Shapiro och tog sin mors efternamn (Tegmark) i samband med att han flyttade till USA, för att undvika att förväxlas med andra personer i forskarvärlden som bar samma efternamn. Han är medgrundare av Future of Life Institute tillsammans med bland andra Meia Chita och Jaan Tallinn.
Tegmark debuterade som Sommarvärd i Sveriges Radio P1 den 23 juni 2008 och medverkade i programmet även den 1 augusti 2018 och 1 augusti 2023.
Tegmark utnämndes den 14 december 2021 till internationell ledamot i Kungl. Ingenjörsvetenskapsakademien (IVA).

## Utmärkelser
- 2015 - KTH:s stora pris, med motiveringen "Genom att vidga och utveckla våra perspektiv på såväl matematiken som på universum ökar kunskapen om kosmos. Fysikern och kosmologen Max Tegmark kombinerar en gedigen forskargärning med lika delar mod, skarpsinnighet och kreativitet genom att utveckla nydanande idéer och verktyg. Hans teorier sätter vår planet i ett större och för framtiden avgörande sammanhang."[5]